# Борис Андреев
 Тази статия е за българския журналист.  За революционера вижте Борис Андреев (революционер).  
Борис Матеев Андреев е български журналист, деец на македоно-одринското освободително движение.

## Биография
Роден е в кичевското село Свинище, което тогава е в Османската империя. Един от редакторите е на вестник „Устрем“, орган на Македонския младежки съюз. Доктор Борис Андреев е автор на изследвания върху българския печат: „Българският печат през възраждането - заченки и развой“, София, 1932, „Начало, развой и възход на българския печат“, София, 1944. При освобождението на Вардарска Македония през април 1941 година доктор Борис Андреев е избран в Централния български акционен комитет в Скопие.